# 루이사 데 구스만
루이사 마리아 프란시스카 데 구스만 이 산도발(스페인어: Luisa María Francisca de Guzmán y Sandoval, 포르투갈어: Luísa Maria Francisca de Gusmão; 1613년 10월 13일 – 1666년 2월 27일)은 스페인 귀족으로, 브라간사가의 초대 통치자인 주앙 4세의 아내로서 포르투갈의 왕비가 되었다. 그녀는 포르투갈의 두 왕 (아폰수 6세와 페드루 2세)과 잉글랜드 왕비(카타리나 드 브라간사)의 어머니였다. 그녀는 1656년부터 1662년까지 포르투갈의 섭정으로 재임했다.

## 생애

### 가문
1613년 10월 13일 우엘바에서 태어나 상페드로 교구에서 세례를 받은 루이사는 메디나 시도니아 공작가의 일원이었다. 그녀는 제8대 메디나 시도니아 공작 주앙 마누엘 페레스 드 구스망과 조아나 드 산도발 이 라세르다의 딸이다.  루이사는 부계와 모계를 통해 모두 포르투갈 왕가의 후손이었다. 그녀의 부계 조모 아나는 포르투갈의 아폰수 1세의 후손이었고, 모계 조모 카타리나는 페르난두 1세의 서자 혈통이었다. 친조부 알폰소 드 구스망 이 소토마요르를 통해 페르난도 2세의 서자 혈통이었고, 모계 조부 프란시스코 고메스 드 산도발 이 로하스, 제1대 레르마 공작을 통해서는 다시 서자 혈통으로 성 프란시스코 데 보르하, 그리고 교황 알렉산데르 6세의 혈통을 이었다. 그녀는 이베리아 연합 시기인 1633년에 고위 포르투갈인 귀족인 제8대 브라간사  공작 주앙과 결혼했다.

### 왕정복고 전쟁
스페인 혈통에도 불구하고 루이사는 1640년 합스부르크 스페인에 대항한 포르투갈 혁명 동안 남편의 정책을 이끌었다. 그녀는 남편이 포르투갈 왕위를 수락하는 데 결정적인 영향력을 미친 것으로 여겨진다.

### 섭정

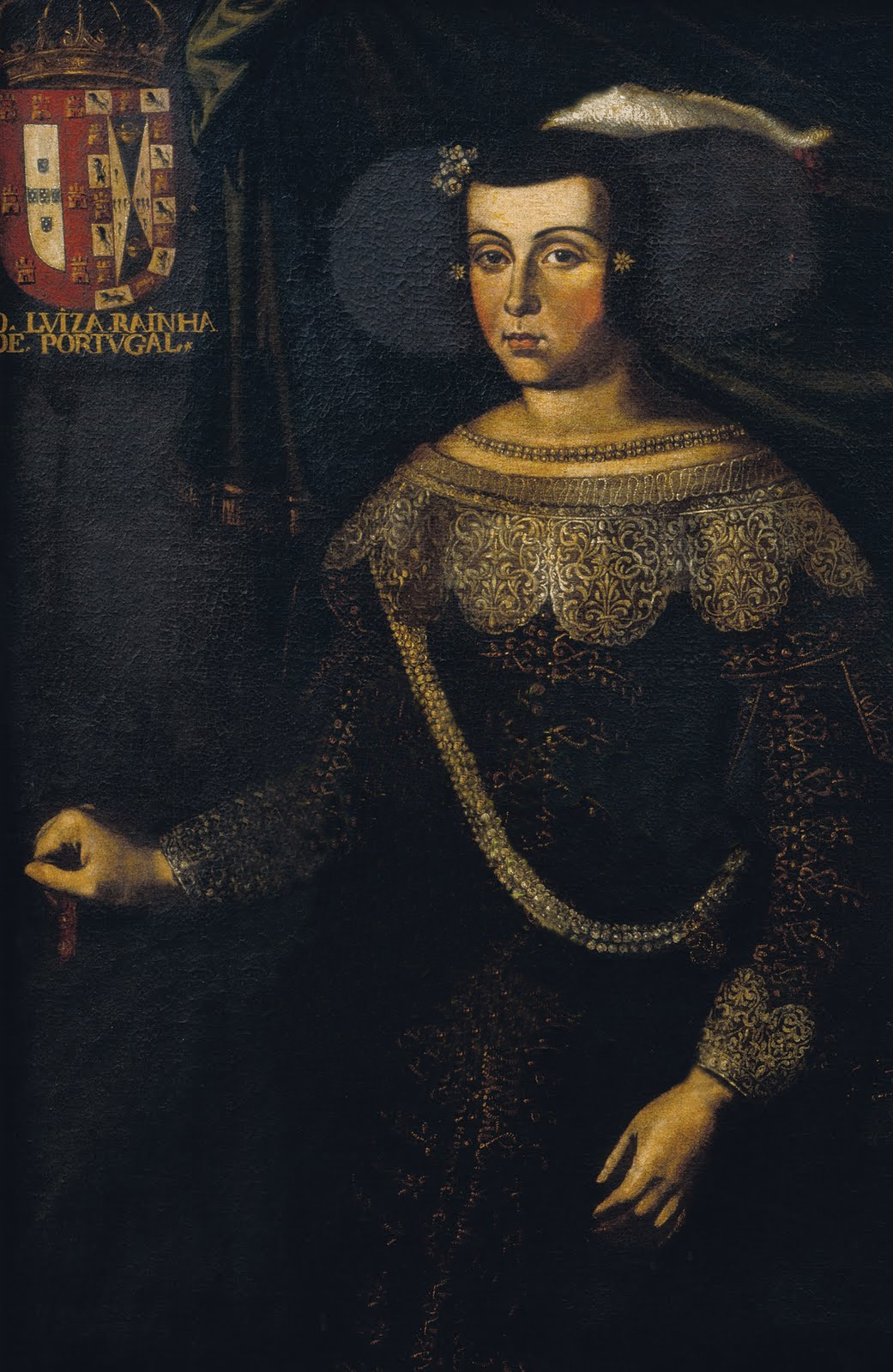
포르투갈의 왕비 루이사 데 구스만; 조제 데 아벨라르 헤벨루

1656년, 그녀는 남편의 사망 후 그리고 아들 아폰수 6세의 미성년 기간 동안 왕국의 섭정으로 임명되었다.
루이사는 정치적으로 능숙했으며 잉글랜드와의 새로운 동맹에서 외교적 성공을 거둔 주된 책임자였다. 그녀의 딸 카타리나는 찰스 2세와 결혼했다.
아폰수는 통치에 정신적으로 부적합하다고 여겨졌다. 지능이 부족했을 뿐만 아니라, 그는 거칠고 파괴적인 행동을 보였다. 1662년, 왕이 총애하는 이들과 함께 밤에 리스본을 공포에 떨게 한 후, 루이사와 그녀의 의회는 습격과 관련된 왕의 일부 동료들을 추방하는 것으로 대응했다. 분노한 아폰수는 카스텔루-멜호르 제3대 백작 루이스 데 바스콘셀루스 에 소자의 도움으로 권력을 장악했고 루이사의 섭정은 끝났다. 그녀는 그 후 수도원으로 은퇴했고, 1666년에 그곳에서 사망했다.

## 자녀

포르투갈 왕비 루이사 데 구스만의 문장

1. 브라질의 왕자 테오도시우 (1634년 2월 8일 – 1653년 5월 13일) 미혼으로 사망했다.
2. 아나 드 브라간사 (1635년 1월 21일) 태어나자마자 사망했다.
3. 베이라 공주 조아나 (1635년 9월 18일 – 1653년 11월 17일) 미혼으로 사망했다.
4. 카타리나 드 브라간사 (1638년 11월 25일 – 1705년 12월 31일) 찰스 2세와 결혼했지만 살아남은 자녀는 없었다.
5. 마누엘 드 포르투갈 (1640년 9월 6일) 태어나자마자 사망했다.
6. 아폰수 6세 (1643년 8월 21일 – 1683년 9월 12일) 사보이아의 마리아 프란시스카와 결혼했다.
7. 페드루 2세 (1648년 4월 26일 – 1706년 12월 9일) 첫 번째로 사보이아의 마리아 프란시스카와 결혼하여 자녀를 두었다; 두 번째로 노이부르크의 마리아 소피아와 결혼하여 자녀를 두었다.

## 가계도
|  |                                            |  |  |  |  |  |  |  |  |  |  |  |  |  |  |  |
|  | 8. 후안 카를로스, 니에블라 제9대 백작      |  |  |  |  |  |  |  |  |  |  |  |  |  |  |  |
|  |                                            |  |  |  |  |  |  |  |  |  |  |  |  |  |  |  |
|  |                                            |  |  |  |  |  |  |  |  |  |  |  |  |  |  |  |
|  | 4. 알론소 페레스 데 구스만 이 소토마요르   |  |  |  |  |  |  |  |  |  |  |  |  |  |  |  |
|  |                                            |  |  |  |  |  |  |  |  |  |  |  |  |  |  |  |
|  |                                            |  |  |  |  |  |  |  |  |  |  |  |  |  |  |  |
|  | 9. 레오노르 데 소토마요르 이 수니가        |  |  |  |  |  |  |  |  |  |  |  |  |  |  |  |
|  |                                            |  |  |  |  |  |  |  |  |  |  |  |  |  |  |  |
|  |                                            |  |  |  |  |  |  |  |  |  |  |  |  |  |  |  |
|  | 2. 마누엘 페레스 데 구스만 이 실바         |  |  |  |  |  |  |  |  |  |  |  |  |  |  |  |
|  |                                            |  |  |  |  |  |  |  |  |  |  |  |  |  |  |  |
|  |                                            |  |  |  |  |  |  |  |  |  |  |  |  |  |  |  |
|  | 10. 루이 고메스 데 실바                    |  |  |  |  |  |  |  |  |  |  |  |  |  |  |  |
|  |                                            |  |  |  |  |  |  |  |  |  |  |  |  |  |  |  |
|  |                                            |  |  |  |  |  |  |  |  |  |  |  |  |  |  |  |
|  | 5. 아나 데 실바 이 멘도사                  |  |  |  |  |  |  |  |  |  |  |  |  |  |  |  |
|  |                                            |  |  |  |  |  |  |  |  |  |  |  |  |  |  |  |
|  |                                            |  |  |  |  |  |  |  |  |  |  |  |  |  |  |  |
|  | 11. 아나 데 멘도사 이 데 실바              |  |  |  |  |  |  |  |  |  |  |  |  |  |  |  |
|  |                                            |  |  |  |  |  |  |  |  |  |  |  |  |  |  |  |
|  |                                            |  |  |  |  |  |  |  |  |  |  |  |  |  |  |  |
|  | 1. 루이사 데 구스만                        |  |  |  |  |  |  |  |  |  |  |  |  |  |  |  |
|  |                                            |  |  |  |  |  |  |  |  |  |  |  |  |  |  |  |
|  |                                            |  |  |  |  |  |  |  |  |  |  |  |  |  |  |  |
|  | 12. 프란시스코, 데니아 제4대 후작          |  |  |  |  |  |  |  |  |  |  |  |  |  |  |  |
|  |                                            |  |  |  |  |  |  |  |  |  |  |  |  |  |  |  |
|  |                                            |  |  |  |  |  |  |  |  |  |  |  |  |  |  |  |
|  | 6. 프란시스코 고메스 데 산도발 이 로하스   |  |  |  |  |  |  |  |  |  |  |  |  |  |  |  |
|  |                                            |  |  |  |  |  |  |  |  |  |  |  |  |  |  |  |
|  |                                            |  |  |  |  |  |  |  |  |  |  |  |  |  |  |  |
|  | 13. 이사벨 데 보르하 이 카스트로           |  |  |  |  |  |  |  |  |  |  |  |  |  |  |  |
|  |                                            |  |  |  |  |  |  |  |  |  |  |  |  |  |  |  |
|  |                                            |  |  |  |  |  |  |  |  |  |  |  |  |  |  |  |
|  | 3. 후아나 고메스 데 산도발 이 데 라 세르다 |  |  |  |  |  |  |  |  |  |  |  |  |  |  |  |
|  |                                            |  |  |  |  |  |  |  |  |  |  |  |  |  |  |  |
|  |                                            |  |  |  |  |  |  |  |  |  |  |  |  |  |  |  |
|  | 14. 후안 데 라 세르다 이 실바              |  |  |  |  |  |  |  |  |  |  |  |  |  |  |  |
|  |                                            |  |  |  |  |  |  |  |  |  |  |  |  |  |  |  |
|  |                                            |  |  |  |  |  |  |  |  |  |  |  |  |  |  |  |
|  | 7. 카탈리나 데 라 세르다 이 포르투갈       |  |  |  |  |  |  |  |  |  |  |  |  |  |  |  |
|  |                                            |  |  |  |  |  |  |  |  |  |  |  |  |  |  |  |
|  |                                            |  |  |  |  |  |  |  |  |  |  |  |  |  |  |  |
|  | 15. 조아나 데 노론하                       |  |  |  |  |  |  |  |  |  |  |  |  |  |  |  |
|  |                                            |  |  |  |  |  |  |  |  |  |  |  |  |  |  |  |
|  |                                            |  |  |  |  |  |  |  |  |  |  |  |  |  |  |  |